# Phylloscopus collybita
Il luì piccolo (Phylloscopus collybita (Vieillot, 1817)) è un uccello passeriforme tradizionalmente inquadrato nella famiglia dei Silvidi, ma da una recente revisione filogenetica attribuito alla famiglia Phylloscopidae.

## Descrizione
È un passeriforme lungo appena 11 cm e il suo peso è di circa 8 grammi. Il piumaggio è color olivastro, le sue zampe sono scure. La striscia sugli occhi non è così marcata come nelle specie affini.
Nella maggior parte delle lingue europee non neolatine il luì piccolo prende nome dall'imitazione onomatopeica del suo verso. Il suo richiamo, ripetuto frequentemente, suona più o meno come "cif-ciaf-cif-cif-cif-ciaf".
Il luì piccolo è molto simile al luì grosso, da cui è possibile distinguerlo solo esaminandolo da vicino, per la striscia sugli occhi meno marcata e per il colore delle zampe. Nel canto sono invece totalmente diversi.
In natura è difficile da avvistare a causa del suo aspetto che ben si mimetizza con l'ambiente. Inoltre si trattiene per lo più nei cespugli e negli alberi, nei quali svolazza o saltella quasi senza sosta.

## Biologia

### Alimentazione
Si nutre di ragni, piccoli insetti, larve e crisalidi.

### Riproduzione

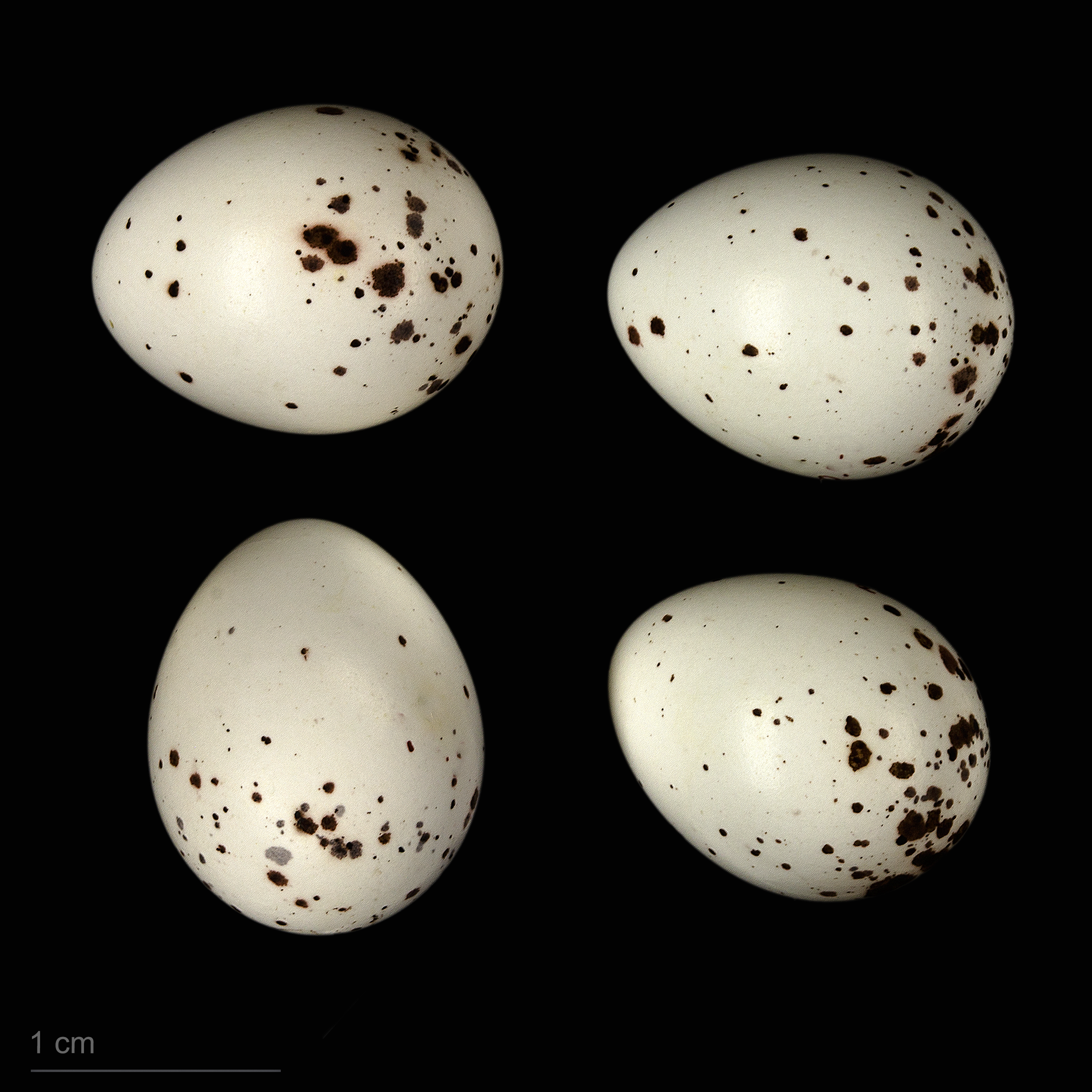
Uova di Phylloscopus collybita collybita - Museo di Tolosa

Il periodo di cova va da aprile a giugno. Il luì piccolo depone le sue due covate in un nido preparato a raso terra con foglie, muschio e erba. La covata consta di 5 o 6 uova bianche con pochi puntolini neri e rossi. La durata della cova è di circa 13 giorni.

## Distribuzione e habitat
Il luì piccolo è una specie migratrice. L'areale riproduttivo estivo comprende l'Europa e parte dell'Asia. Sverna nei territori mediterranei e a sud del Sahara.
Di solito nidifica in giardini e boschi ricchi di sottobosco e siepi.

## Conservazione
Il luì piccolo in Germania è una specie particolarmente protetta secondo le norme della Bundesnaturschutzgesetz.

## Galleria d'immagini

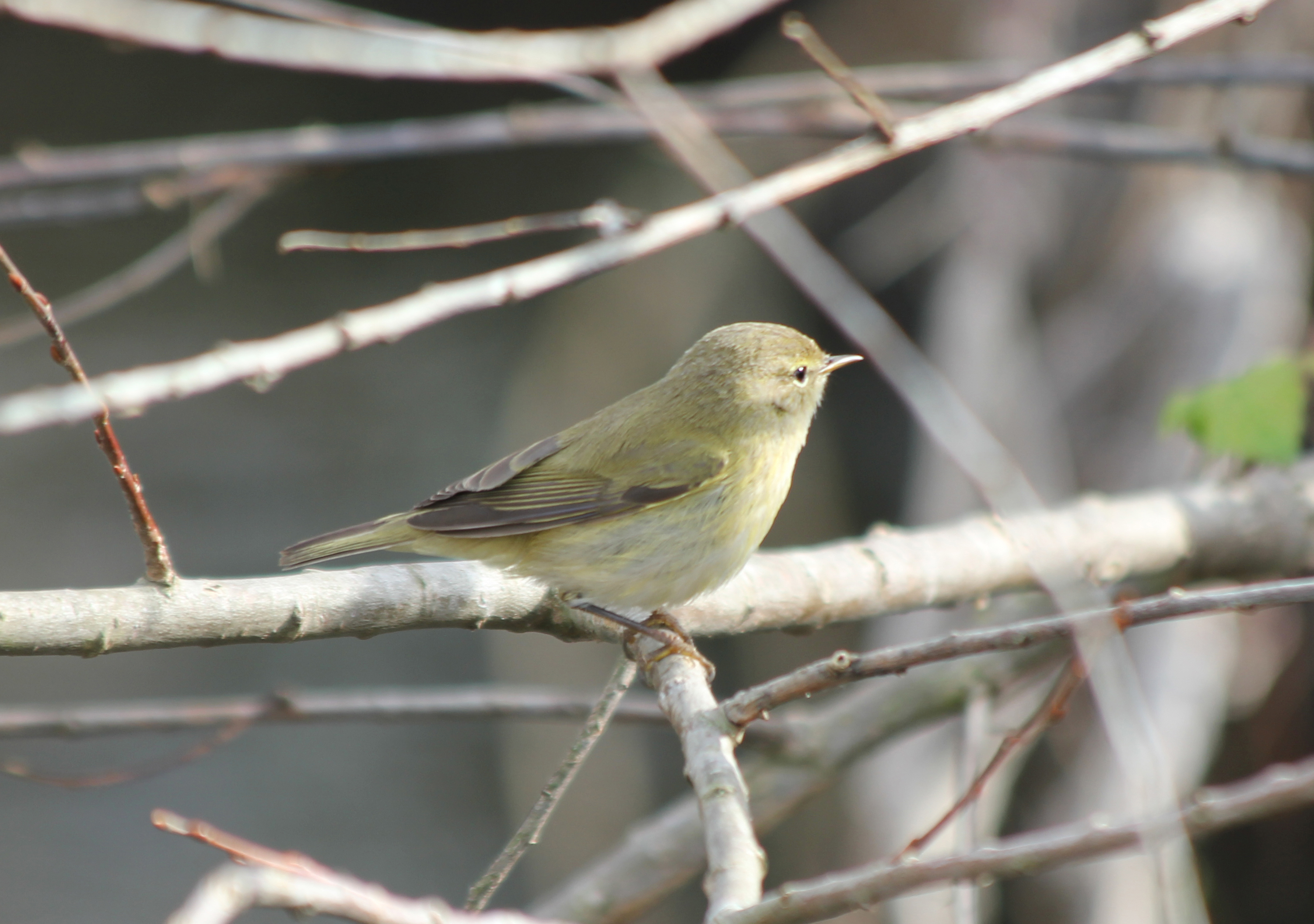
Phylloscopus collybita (Luì piccolo) a Roma, Parco della Caffarella (Parco Regionale dell'Appia Antica).
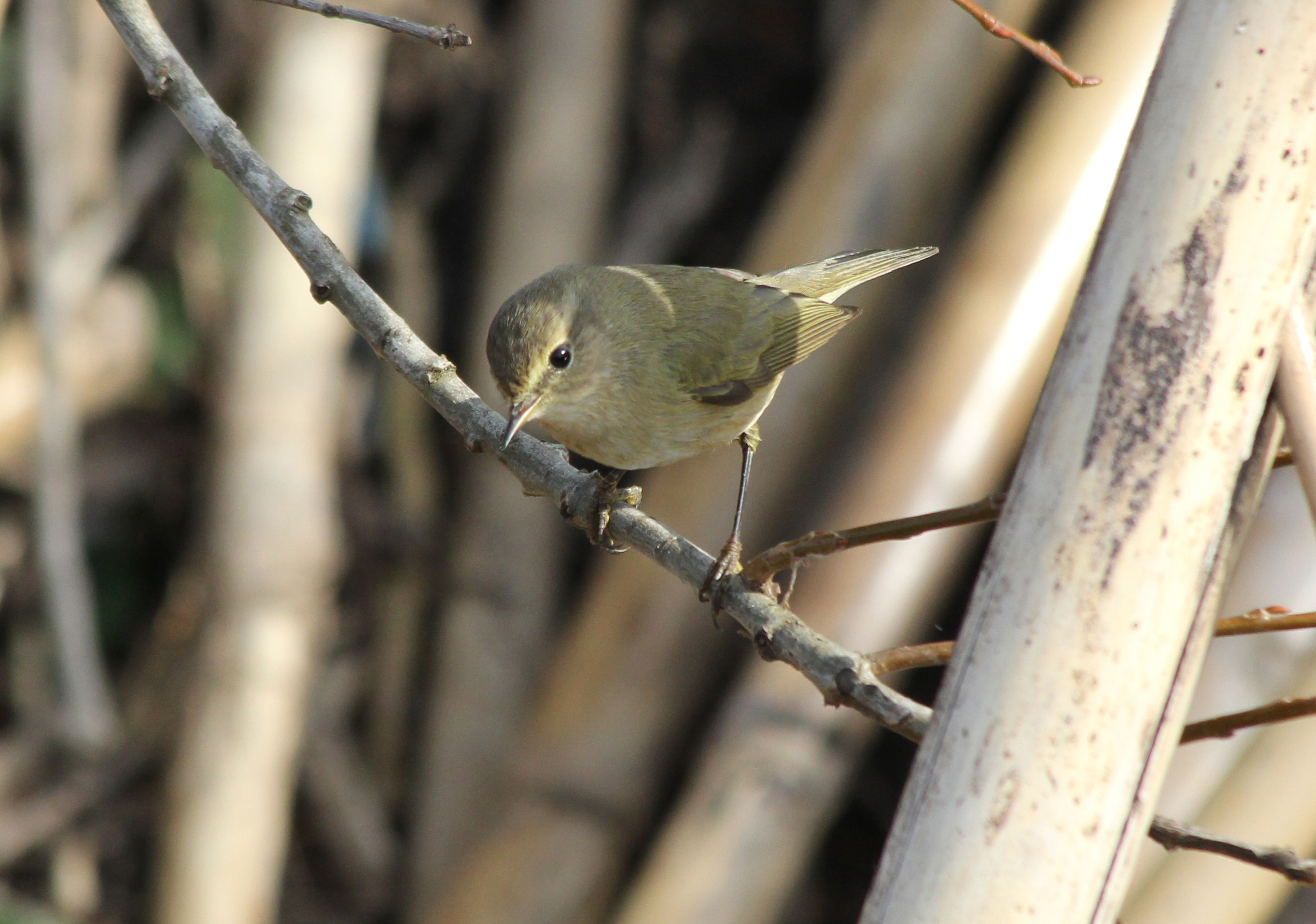
Phylloscopus collybita (Luì piccolo) a Roma, Parco della Caffarella (Parco Regionale dell'Appia Antica).